# Messor structor
Messor structor es una especie de hormiga del género Messor, subfamilia Myrmicinae. 

## Distribución
Esta especie se encuentra en Macaronesia, España, Marruecos, Armenia, Azerbaiyán, Irán, Turquía, Uzbekistán, Austria, Bélgica, Bulgaria, Croacia, República Checa, Francia, Grecia, Italia, Polonia, Rumania, Rusia, España, Suiza y Ucrania.